# LORD of VERMILION III
『LORD of VERMILION III』（ロード オブ ヴァーミリオン スリー）は、スクウェア・エニックスより発売された日本のオンライントレーディングカードアーケードゲームである。それまで稼働していた『LORD of VERMILION Re:2』（ - アールイー ツー）の続編にあたる。本項では続編の『LORD of VERMILION Re:3』（ - アールイー スリー）、『III』をモデルにしたパチスロについても解説する。

## 概要
スクウェア・エニックス社のオンライン対戦型トレーディングカードゲーム。通称「LOV III」又は「LoV III」。ジャンルは前作からより拡張され、DotA AllstarsやLeague of Legendsに近い、4vs4のマルチプレイヤーオンラインバトルアリーナ（MOBA）形式となっている。『超速変形ジャイロゼッター』に続いてUnreal Engine3.5を採用している。
主人公が描かれているプレイヤーカードとファンタジー世界に登場するモンスターの絵・能力が描かれたカード（使い魔カード）をテーブル型の読み取り筐体の上で操作し、リアルタイムで対戦を行うシステムとなっている。以前の使い魔カード、主人公カードとの互換性はない。プレイヤーの情報はサーバで保存されており、ICカードで引き出される。データの転送は本作からNESiCAxLiveとなっている。筐体についても一新され、主な操作を行う大型のタッチパネル、カード操作を行うプレイスクリーン、左右に配置されたボタンの3種類の操作によりゲームを進行する。NESiCAカードの使用は必須だが、他のゲーム同様にNESYSカードのようなプレイ回数の設定はなくなっている。

## システム
ゲーム開始毎に、以下のモードを選択可能。
- 運命の扉 (ストーリーモード) - 対CPU戦。継続してのプレイはできず、話を進めるためには一定回数分の全国対戦をこなす必要がある
- 闘技場 (オンライン対戦モード) - 対他店プレイヤー戦。
- ゲーム説明 (チュートリアルモード) - 基本・応用編のがある。スターターパックの使い魔がなければ一部の操作はできない。
- カスタマイズ - 対戦後に得られる素材を使用して武器の錬成を行ったり、称号やキャラクターの着せ替え、チャットボイスを変更する。1プレイ1回の選択のみ。

ストーリーモードを除き、原則4 vs 4(またはvs 4CPU)のチーム戦。時間の経過やマナタワーを占拠するなどして得られるマナを貯めて使い魔を召喚し、主人公や使い魔(以降キャラクターという。)で相手を撃破したりアルカナストーン・マナタワーといった相手施設を占領したりすることで得られるランキングポイントによりゲーム終了時に上位を得ることが目的である。強力な使い魔を召喚したり強化したりするには多くのマナが必要なため、どの使い魔をどのタイミングで召喚・強化するか、また序盤はマナをためて中盤以降召喚できる高コスト使い魔による攻撃や強化を行うのか、逆に序盤から相手のマナタワーのキャラクターを攻撃してマナ蓄積の妨害を行い、相手高コスト使い魔の召喚を遅らせたり強化できなくしたりするのか、相手キャラクターの撃破を重視するのかそれとも施設への攻撃/防衛を重視するのかなどを判断しプレイしなければならない。
前作と似た要素としてアビリティ、アーツがありそれぞれ前作のスキル、特殊技/必殺技にほぼ相当するが、本作ではアビリティだけでなくアーツも持たないキャラクターが存在する。一方キャラクターは前作のように経験値によってレベルアップなどはしない。

## ルール
チームの勝利条件はゲーム終了時に相手よりも多く自軍のアルカナストーンを保持することである。ただし、各プレイヤー間の順位は相手アルカナストーンの破壊や相手キャラクターの撃破、相手施設の防衛妨害やマナタワーの占領といった要素をポイント化したランキングポイントを他プレイヤーより多く獲得したものの順となり、結果としてチームは負けているものの順位は勝利チームのプレイヤーより上ということもある。

### 施設
前作にあったサーチアイ・アルカナシールドはなくなり、マナタワーが増えた。

#### ゲート
敵・味方に占領状態で4ずつあり、各主人公はゲーム開始時はここからスタートする。またキャラクターの召喚もできる。ゲートに帰還することでキャラクターのHPが回復する。帰還したキャラクターは、帰還したゲートに関わらず味方のどのゲート・占領済みマナタワーからもコスト消費なしで出撃できる。前作のように敵ゲートの封印はできない。

#### マナタワー
敵・味方に非占領状態で2ずつあり、またマップ中央にさらに1ある。占領済みのマナタワーが多ければマナの上昇速度が上がる。占領後マナの吸収をすることでさらにマナ上昇速度が上がるほか、占領したマナタワーはキャラクターの召喚・駐留ができる。駐留することでキャラクターのHPが回復するが、ゲートと違い駐留したキャラクターは駐留したマナタワーのみからしか再出撃できず、駐留中のマナタワーが敵に占領された場合はマナタワーから強制的に召喚される（追い出される）。

#### アルカナストーン
敵・味方に3ずつあり、相手のアルカナストーンを指定すると破壊を開始する。アルカナストーンを3箇所すべて破壊すると勝利、されると敗北となりその時点でゲーム終了となる。

### プレイヤー側キャラクター
プレイヤーキャラクター（主人公）
前作ではニドとリシアだけであったが、本作は主人公のキャラクターが8組16人に増え、またキャラクターにそれぞれ別の声優が割り当てられている。
主人公は全員、「紅蓮の隻眼」といわれる赤く光る目を片方に持つことから「紅蓮の子ら」と呼ばれ、一組の主人公キャラクターには「紅蓮の隻眼」を片方が右目、もう片方が左目に持っている。
なお、主人公キャラクター8組のうち6組は、前作同様、男女で一組であるが、アルスとヴォルフは男性同士、テレーゼとテオは女性同士で一組である。
主人公はマナなしで召喚できる。また覚醒・超覚醒でき、武器によりジョブを変更できるほか、複数のアビリティを持つことが可能である。使い魔と違い死滅後復活までの時間も短くマナも消費しないため、あえて主人公のみで敵施設を守るキャラクターを死滅前提で攻撃して、対応を強いることでマナ吸収を妨害する戦術もある。
【復讐】ギデオン
(声：梶裕貴)
レム教の聖地ザルニのマギナレム大神殿を拠点とする、レム聖騎士団の生き残り。
【赦罪】アンジェラ
(声：福圓美里)
マナ信仰の総本山マギナレム大神殿に仕える神官。
【罪】 ヒルダ
(声：茅野愛衣)
大陸北方サガン地方に住まう山岳部族の村娘。
【罰】 バルド
(声：東地宏樹)
ヘルマン傭兵団に育てられた戦災孤児。
【因業】アズーラ
(声：三木眞一郎)
幼い頃に暗殺組織ジグラトにさらわれ、＜アサシン＞として育てられた青年。
【業縛】イージア
(声：小林ゆう)
アズーラと共に暗殺組織ジグラトで、＜アサシン＞として育てられた少女。
【覇道】ジュリア
(声：堀江由衣)
＜大侵攻＞早期、真っ先に紅蓮皇帝への恭順を示したメトキア国王の娘。イスカルは双子の兄に当たる。
【王道】イスカル
(声：石田彰)
＜大侵攻＞のおり、いち早く紅蓮皇帝に従う意を示した『売国王』クレール・メトキオール王の息子。ジュリアは双子の妹に当たる。
【不撓】スキピオ
(声：寺島拓篤)
最後まで紅蓮皇帝への抵抗を続けたニフリキア沿岸部を支配する海の民・ヤシュの子。
【堅忍】ディード
(声：佐藤利奈)
勇猛で知られる、ニフリキアの広大な山脈を支配する山の民・ガオの族長の娘。
【宿命】黒曜
(声：釘宮理恵)
東方の島国・朱夏の領主の娘。
【使命】琥珀
(声：日野聡)
大陸の東・朱夏に生まれた武家の子。
【狂愛】アルス
(声：諏訪部順一)
大陸南部の都市アルギアの貧民街を仕切る盗賊団頭目の子。
【友愛】ヴォルフ
(声：森川智之)
商業都市アルギアの裏町を根城とする盗賊。
【虚無】テレーゼ
(声：悠木碧)
自由都市リンドラの地下墓所に隠れ住む魔導師に生み出された『半妖』の少女。
【渇望】テオ
(声：斎藤千和)
大陸最古の都市リンドラの魔道師の実験室で生み出された『半妖』の少女。

## 使い魔
使い魔は7枚までコストに関係なく登録でき、またマナさえあれば7枚同時にフィールドに召喚できる。使い魔により覚醒・超覚醒できる/できない、アビリティがある/ない、アーツを所有している/ないという違いがあるため、どの局面にどの使い魔を召喚するかの判断が必要である。また前作の降魔はなくなった。

### 種族
前作同様に人獣、神族、魔種、海種、不死の5種族があり、種族をそろえるとゲーム開始時のマナが多くなる。前作のように使い魔と主人公の属性を合わせるだけでは守備力/攻撃力があがるということはないが、キャラクターの持つアビリティによっては同じ種族に対して守備力/攻撃力アップ等の効果が発動する。前作と違い攻撃属性という概念がなくなったため、種族ごとの弱点もなくなった。
人獣
得意ジョブはアタッカー。
「マナヘイスト」を初めとするマナの吸収速度の上がる使い魔が多くいるため単純なマナ回収の早さは全種族トップ。
アタッカーの他にディフェンダーも多くバランス良くデッキを組みやすく初心者にも使いやすい。
神族
得意ジョブはディフェンダー。
「エヴォルマナ」「エヴォルカット」等使い魔の覚醒に関わる能力を持つ使い魔が多く覚醒、超覚醒のスピードに優れる。
ディフェンダーの多さ故に施設の防衛戦の強さはトップクラスだがマジシャンがほとんどいない為遠距離からの射撃戦は苦手である。
魔種
得意ジョブはアタッカー。
「サモンマナ」を持つ10コストの使い魔が唯一存在する種族であり、開幕から10コストを多く召喚出来る為それを利用した開幕の展開の早さが強み。
人獣と同じくアタッカーは豊富だが、人獣と比べマジシャンが多いため火力の高さは全種族トップである。
海種
得意ジョブはマジシャン。
「コストカット」により召喚コストを下げれる為、他種族よりもコストの高い使い魔の召喚が早く出来る。
マジシャンの多さを生かし部隊の足並みを揃えた集団戦法による射撃戦が得意である。
不死
得意ジョブはディフェンダー。
「デッドマナ」「デッドアップ」等の死滅に関わる能力を持つ使い魔が多く、またそれを利用して敵部隊にプレッシャーを与える戦法が可能である。
神族と同じくディフェンダーが多く、神族との違いはマジシャンが多く射撃戦は得意だが、アタッカーが少ないので部隊全体の機動力は低めである。

### 中立キャラクター
マナモン
ゲーム中盤以降、フィールド上に出現するモンスター。倒すことでマナが増える。

## 用語

### スーパークリティカル
施設を占領している最中のキャラクター、及びマナタワーでマナ吸収を行っている最中のキャラクターを攻撃すれば、ジョブに関わらずスーパークリティカルという大ダメージを相手に与えられる。攻撃をされた側は、大ダメージを受けてもそれを続けるか、それらをやめて迎撃するかの判断を行う必要がある。

### 覚醒・超覚醒
主人公および一部の使い魔は、主人公は20マナ、一部の使い魔は召喚時と同コストを消費することで覚醒・さらに覚醒状態から同コストを消費することにより超覚醒という強化状態になることができるものもいる(すべての使い魔がその状態になれるのではなく、なれないものもいる。また覚醒までのみのものもいる)。覚醒・超覚醒は死滅するとリセットされるため、いかに強化したキャラクターを死滅させないかも攻略のポイントとなる。

### アビリティ
主人公および一部の使い魔は、召喚時・覚醒時・超覚醒時に、それぞれアビリティという固有の特殊能力が発動するものもいる。主人公は所持する武器により、使い魔はカード記載による。たとえば召喚時のみアビリティがあるもの、召喚時・覚醒時は何もないが超覚醒時のみ発動するものもいる。アビリティはたとえばマナの吸収速度を速めるもの、キャラクターの召喚時/死滅時にマナを増やすもの、相手アルカナストーンの破壊ダメージを増やすもの、単体や同種族対象で攻撃力/守備力を増やす等、前作のスキルに似ているが内容・発動効果としては前作よりも多岐にわたり、前作の特殊技に近いものもある。

### アーツ
主人公は20コストで武器に応じて固定の、一部の使い魔は召喚コストとは別に指定されているコストのマナを使用してアーツと呼ばれる特殊技を使用できる。たとえば範囲内の敵キャラクターへのダメージや攻撃力低下、味方のHP回復など、前作の特殊技と同様のもの。アーツは一度使用するとWAITタイマーが表示され、消えるまではマナがあっても再度の使用はできない。

### アルティメットスペル
1プレイに各プレイヤーが一度ずつ使用可能な究極魔法。時間経過ごとにアルティメットスペルゲージが増加し、ゲージの量によりレベルが変化する。レベルが高いと効果の増加や追加効果の付与が行われる。たとえばリザレクションは死滅中の自ユニット全員の復活カウントを減らし、召喚コストを下げる効果に、レベルが上がると覚醒コスト、超覚醒コストが下がる効果が追加付与される。前作と違い主人公が召喚されていない状態でも使用できる。

### ジョブ
主人公及び使い魔は、アタッカー・ディフェンダー・マジシャンというジョブを持つ。主人公は使用する武器によりジョブを変更でき、使い魔はカードに記載のものから変更できない。それぞれアタッカーはマジシャンに、マジシャンはディフェンダーに、ディフェンダーはアタッカーに強いという3すくみの関係があり、有利なジョブは攻撃するだけでクリティカルという通常より大きいダメージを与えることができる。またジョブにより異なるカード操作で、スマッシュという通常と異なるダメージを与えることができる。スマッシュすることでアタッカー・ディフェンダーは通常より強い攻撃を、マジシャンは通常よりは弱くなるが範囲内複数のキャラクターへの攻撃をできる。

### トランス
Ver.3.2 Twin Lanceより、一部使い魔に導入された新能力。同じトランス能力を持った他の使い魔（最も近い1体）に憑依し、自身のアビリティを付与・相手の攻撃力および防御力を上昇させる。

### チェンジ
Ver.3.3 Chain-Geneより、一部使い魔に導入された新能力。超覚醒時のアビリティが【白】と【黒】の二種類あり、切り替えが可能。選んだアビリティに応じ、使い魔自身の外観も変わる。

## 参加イラストレーター
LORD of VERMILION III～
- 姉崎ダイナミック
- 天野シロ
- 小城崇志
- オサム
- 皆葉英夫
- 一徳
- 加藤さやか
- 金田榮路
- 上国料勇
- 甲壱
- 山宗
- 椎名優
- スズキゴロウ
- 仙田聡
- タイキ(メインキャラクターデザイン)
- 高村英彰
- タカヤマトシアキ
- 丹地陽子
- 直良有祐
- 萩原一至
- ひと和
- 藤ちょこ
- 匡吉
- みさくらなんこつ
- 村山竜大
- ELDENKA
- 吉田明彦
- 田中雄一

## 携帯サイト
ゲームと連動した携帯電話・スマートフォン専用の無料・有料サイトが用意されている。有料版ではゲームプレイ時にカスタマイズでできる称号の変更や武器の練成がLoV3.netでも行えるようになる。無料版でそれらの機能を使おうとすると、例えば携帯版では「その機能を使用するためには月額315円 (税込) コースのマイメニュー登録が必要です」と、有料コースへ誘導される。

## 稼動から現在までの諸状況
2013年2月にLORD of VERMILION IIIとして発表。3月よりロケテストが行われ、稼働日は2013年8月22日。ただし8月22日時点では関東・愛知・関西の一部大都市の店舗にしか提供されず、徐々に稼動店舗を増やしていき実際に北海道から沖縄までの全国で稼動し始めたのは9月に入ってからであった。また、遊び方ガイドには記載のあるストーリーモードは未実装のままの稼動となった。
10月1日にストーリーモードが解禁。全国対戦を複数回行わなければ次のステージに進めない仕様となっている。
2014年3月には以下のゲストキャラクターの参戦が発表された。
- 『とある魔術の禁書目録』より - インデックス、御坂美琴
- 『ファイナルファンタジータクティクス 獅子戦争』より - ラムザ、アグリアス
- 『ドラッグオンドラグーン3』より - ゼロ、ミハイル

2014年10月には以下のゲストキャラクターの参戦が発表され、Re:2からの引継項目であった『ザ・キング・オブ・ファイターズ』のBGM「三種の神器」が削除された。これはSNKプレイモアから刑事訴訟を起こされたため。
- 『進撃の巨人』より - エレン・イェーガー、リヴァイ(両者とも音声なし)
- 『WIXOSS』より -
- 『マジック・ザ・ギャザリング』より -
- 『BLAZBLUE』より - レイチェル・アルカード、ツバキ・ヤヨイ
- 『スターオーシャン セカンドストーリー』より - レナ・ランフォード、アシュトン・アンカース

2015年9月には以下のゲストキャラクターの参戦が発表された。
- 『ペルソナ4』『ペルソナ4 ジ・アルティマックス ウルトラスープレックスホールド』より - 鳴上悠、アイギス、エリザベス

チーム戦であるが、故にゲーム中のチャット機能を使った罵倒と煽り合い、ゲーム外ではTwitter等を利用した誹謗中傷や殺害予告等、ユーザー間、特に上級リーグとなるオリハルコン～ヴァーミリオンリーグのプレイヤーを中心にトラブルが絶えず続いており、丹沢もこの点に関して問題視していると語っている。

## 関連商品
パチスロ
- パチスロ ロード オブ ヴァーミリオン（2016年、七匠）